# Lamb Holm
Pour les articles homonymes, voir Lamb et Holm.
Ne doit pas être confondu avec Lamb (île).
Lamb Holm est une île du Royaume-Uni située dans l'archipel des Orcades en Écosse.

## Chapelle
L'île a seulement un lieu d'intérêt, la chapelle Italienne qui était bâtie durant la Seconde Guerre mondiale par des prisonniers de guerre italiens capturés dans l'Afrique du Nord, de deux cabines Nissen. Les prisonniers ont été mis dans un camp sur l'île appelé Camp 60 et étaient obligés à construire les Churchill Barriers, barrières qui aujourd'hui portent les routes connectant l'île avec Mainland et South Ronaldsay. Un des prisonniers, Domenico Chiocchetti, était responsable pour désigner l'autel de cette chapelle catholique, et les autres prisonniers ont décoré l'intérieur. Chiocchetti restait sur l'île pour compléter le bâtiment.
La chapelle, toute qui reste de Camp 60, était restaurée dans les années 1960 et 1990. Elle est un monument classé Grade 1, et attire les touristes.

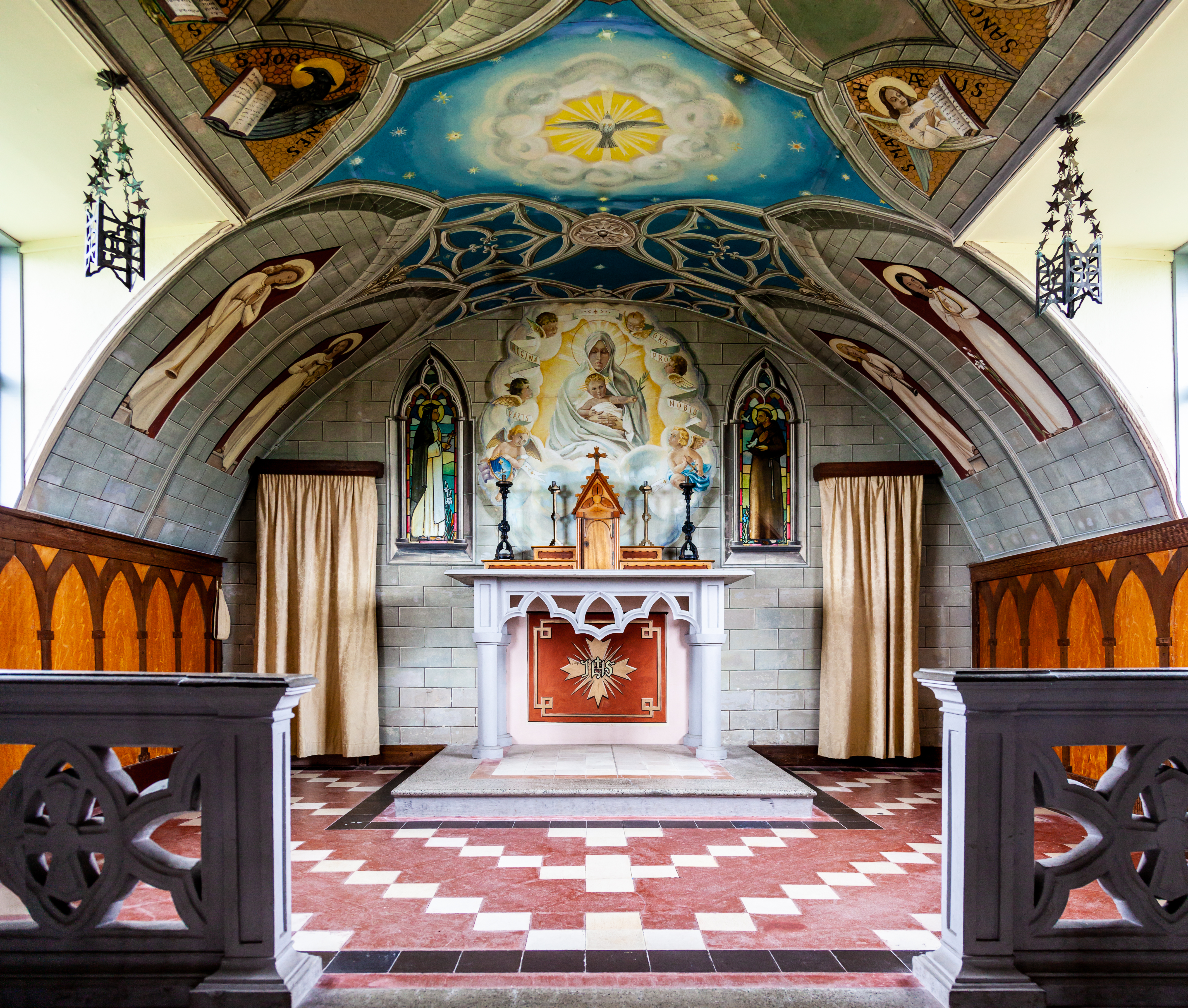
Intérieur de la chapelle Italienne.